# 밴 앨런 프루브

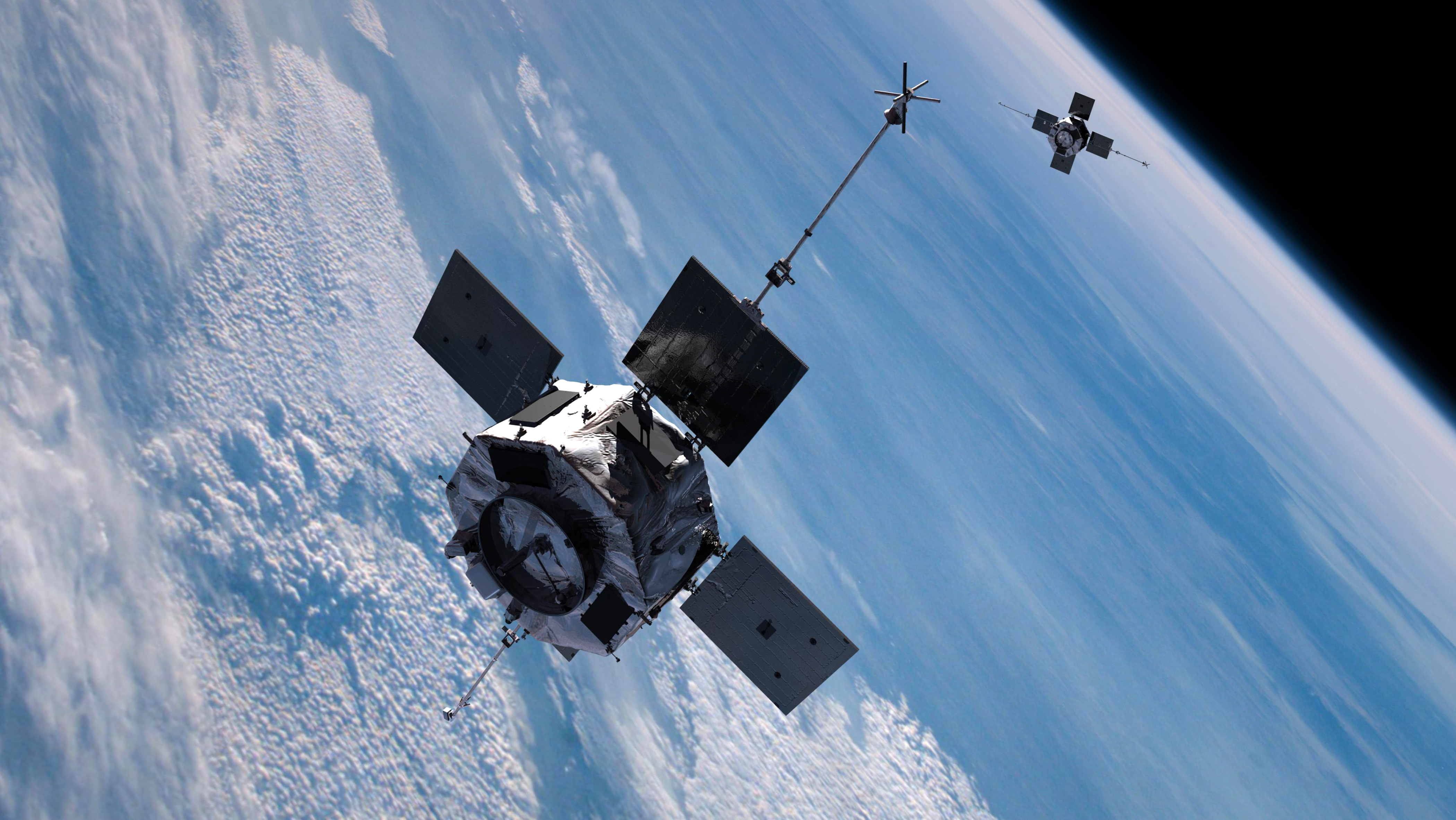
밴 앨런 프루브

밴 앨런 프루브(Van Allen Probes, 이전 명칭: Radiation Belt Storm Probes, RBSP)는 지구를 둘러싸고 있는 밴 앨런 방사선대를 연구하는 데 사용된 두 대의 로봇 우주선이었다. NASA는 Living With a Star 프로그램의 일환으로 밴 앨런 프루브 임무를 수행했다. 방사선 벨트 환경과 그 가변성을 이해하는 것은 우주선 운영, 우주선 시스템 설계, 임무 계획 및 우주 비행사 안전 분야에 실용적으로 적용된다. 이 탐사선은 2012년 8월 30일에 발사되어 7년 동안 운영되었다. 두 우주선 모두 2019년 연료가 부족해 비활성화되었다. 2030년대에 궤도를 이탈할 것으로 예상된다.

## 같이 보기
- 카시니-하위헌스
- 태양 활동 관측위성
- 태양 및 태양권 관측위성
- STEREO
- TIMED
- WIND (우주선)